# Finska mästerskapet i bandy 1948
Finska mästerskapet i bandy 1948 spelades av 20 lag, indelade i två grupper. Dessutom spelades en match mellan segrarna i de tävlingar som Finlands Bollförbund och Arbetarnas Idrottsförbund i Finland anordnat.
Östra serien vanns av Warkauden Pallo -35 trots oavgjort mot HJK och HIFK. I serifinalen besegrade man Lappeenrannan Urheilu-Miehet med 4-1. OPS vann västra gruppen, trots förlust mot Hukat med 0-7. Hukat slutade två efter förlust mot Seinäjoen Palloseura med 4-5, och sist slutade Rauman Pallo-Iirot.

## Finlands Bollförbund, Mästerskapsserien

### Väst
| Lag                    | Spelade | Vinster | Oavgjorda | Förluster | Målskillnad | Poäng | OPS | Hukat | I-Kiss | SePS | OLS | VIFK | Kärpät | HPS  | Sudet | Iirot |
| ---------------------- | ------- | ------- | --------- | --------- | ----------- | ----- | --- | ----- | ------ | ---- | --- | ---- | ------ | ---- | ----- | ----- |
| OPS                    | 9       | 8       | 0         | 1         | 36-17       | 16    |     | 0-7   | 3-2    | 2-1  | 4-0 | 5-4  | 2-0    | 5-1  | 7-2   | 8-0   |
| Hukat                  | 9       | 7       | 1         | 1         | 42-15       | 15    |     |       | 8-3    | 4-5  | 4-1 | 3-1  | 2-1    | 10-2 | 3-1   | 1-1   |
| Tampereen Ilves-Kissat | 9       | 6       | 0         | 3         | 33-22       | 12    |     |       |        | 5-2  | 2-1 | 1-3  | 4-3    | 3-2  | 5-0   | 8-0   |
| Seinäjoen Palloseura   | 9       | 5       | 1         | 3         | 27-23       | 11    |     |       |        |      | 2-1 | 1-1  | 4-1    | 3-5  | 4-1   | 5-3   |
| OLS                    | 9       | 5       | 0         | 4         | 23-15       | 10    |     |       |        |      |     | 2-0  | 4-1    | 8-0  | 3-2   | 3-0   |
| IFK Vasa               | 9       | 4       | 1         | 4         | 22-22       | 9     |     |       |        |      |     |      | 1-9    | 3-1  | 2-0   | 7-0   |
| Porin Kärpät           | 9       | 3       | 0         | 6         | 20-20       | 6     |     |       |        |      |     |      |        | 3-1  | 1-2   | 1-0   |
| Helsingin Palloseura   | 9       | 3       | 0         | 6         | 16-37       | 6     |     |       |        |      |     |      |        |      | 3-2   | 1-0   |
| Viipurin Sudet         | 9       | 1       | 1         | 7         | 12-30       | 3     |     |       |        |      |     |      |        |      |       | 2-2   |
| Rauman Iirot           | 9       | 0       | 2         | 7         | 6-36        | 2     |     |       |        |      |     |      |        |      |       |       |

### Öst
| Lag                          | Spelade | Vinster | Oavgjorda | Förluster | Målskillnad | Poäng | WP35 | LUM | YVPS | PA  | HIFK | JoPS | MP  | HJK | KIF  | VPP |
| ---------------------------- | ------- | ------- | --------- | --------- | ----------- | ----- | ---- | --- | ---- | --- | ---- | ---- | --- | --- | ---- | --- |
| Warkauden Pallo -35          | 9       | 7       | 2         | 0         | 25-6        | 16    |      | 4-1 | 5-0  | 1-0 | 2-2  | 2-1  | 3-1 | 1-1 | 3-0  | 4-0 |
| Lappeenrannan Urheilu-Miehet | 9       | 6       | 2         | 1         | 30-16       | 14    |      |     | 3-2  | 2-2 | 3-1  | 2-2  | 4-1 | 3-1 | 8-0  | 4-3 |
| Ylä-Vuoksen Palloseura       | 9       | 6       | 0         | 3         | 24-18       | 12    |      |     |      | 3-1 | 1-3  | 3-2  | 3-1 | 2-1 | 5-1  | 5-1 |
| Porvoon Akilles              | 9       | 4       | 3         | 2         | 30-16       | 11    |      |     |      |     | 3-1  | 2-2  | 2-2 | 4-2 | 11-2 | 5-1 |
| IFK Helsingfors              | 9       | 5       | 1         | 3         | 20-14       | 11    |      |     |      |     |      | 2-0  | 3-5 | 3-0 | 4-0  | 1-0 |
| Joensuun Palloseura          | 9       | 4       | 2         | 3         | 23-18       | 10    |      |     |      |     |      |      | 3-1 | 5-4 | 4-2  | 4-0 |
| Mikkelin Palloilijat         | 9       | 4       | 1         | 4         | 31-24       | 9     |      |     |      |     |      |      |     | 5-3 | 11-2 | 4-1 |
| HJK                          | 9       | 1       | 2         | 6         | 21-28       | 4     |      |     |      |     |      |      |     |     | 3-3  | 6-2 |
| Kronohagens IF               | 9       | 0       | 2         | 7         | 11-50       | 2     |      |     |      |     |      |      |     |     |      | 1-1 |
| Varkauden Pallo-Pojat        | 9       | 0       | 1         | 8         | 9-34        | 1     |      |     |      |     |      |      |     |     |      |     |

### Match om tredje pris
| Lag 1                        | Resultat | Lag 2 |
| ---------------------------- | -------- | ----- |
| Lappeenrannan Urheilu-Miehet | 4–3      | Hukat |

### Final
| Lag 1               | Resultat | Lag 2 |
| ------------------- | -------- | ----- |
| Warkauden Pallo -35 | 2–0      | OPS   |

### Slutställning
| Placering | Lag                          |
| --------- | ---------------------------- |
| 1.        | Warkauden Pallo -35          |
| 2.        | OPS                          |
| 3.        | Lappeenrannan Urheilu-Miehet |
| 4.        | Hukat, Helsinki              |
| 5.        | Tampereen Ilves-Kissat       |
| 6.        | Ylä-Vuoksen Palloseura       |
| 7.        | Porvoon Akilles              |
| 8.        | IFK Helsingfors              |
| 9.        | Seinäjoen Palloseura         |
| 10.       | OLS                          |
| 11.       | Joensuun Palloseura          |
| 12.       | Mikkelin Palloilijat         |
| 13.       | IFK Vasa                     |
| 14.       | Porin Kärpät                 |
| 15.       | Helsingin Palloseura         |
| 16.       | HJK                          |
| 17.       | Viipurin Sudet               |
| 18.       | Rauman Iirot                 |
| 19.       | Kronohagens IF               |
| 20.       | Varkauden Pallo-Pojat        |

Nykolingar blev Kissalan Pojat, Oulun Pallo-Pojat, Vaajakosken Pallo och Viipurin Reipas. Finlands högstadivision efter säsongen ner till 16 lag, varför åtta lag åkte ur.

## AIF-final
| Lag 1         | Resultat | Lag 2               |
| ------------- | -------- | ------------------- |
| Turun Pyrkivä | 6–0      | Helsingin Ponnistus |

## Match mellan förbundsmästarna (FBF-AIF)
| Lag 1               | Resultat | Lag 2         |
| ------------------- | -------- | ------------- |
| Warkauden Pallo -35 | 6–0      | Turun Pyrkivä |